# 1981 na música

## Eventos
- Jean Michel Jarre grava Magnetic Fields (Les Chants Magnétiques).
- A banda portuguesa de rock UHF lança o seu primeiro álbum À Flor da Pele, que viria a marcar o rock em Portugal. [1]
- 4 de abril, a banda britânica Bucks Fizz vence o Festival Eurovisão da Canção 1981 com a canção Making Your Mind Up
- A banda alemã de música eletrônica Kraftwerk lança o álbum Computer World (Computerwelt em alemão).
- É criado nos Estados Unidos, o canal de televisão MTV (Music Television Video).
- A banda de hard rock estaduinense Mötley Crüe lança seu primeiro álbum, Too Fast For Love, que a lança mundialmente e a iconiza como uma das pioneiras do hard rock dos anos 80.
- 17 de Dezembro - Fundação da Filarmónica Recreio de São Lázaro, na freguesia do Norte Pequeno, ilha de São Jorge.
- 21 de dezembro - A banda Venom lança seu primeiro álbum chamado Welcome to Hell, que viria a ser o precursor do ritmo musical Black Metal
- O Programa Fantástico da Emissora Globo, apresenta o mais jovem cantor sertanejo Donizeti Camargo, com 9 anos de idade e lança o seu primeiro víideo clipe.

## Obras e shows

### Álbuns

##### No Brasil
| Álbum                                                                             | Artista                            | Data de Lançamento | Gênero           | Gravadora                 |
| --------------------------------------------------------------------------------- | ---------------------------------- | ------------------ | ---------------- | ------------------------- |
| O Melhor de Raul Seixas                                                           | Raul Seixas                        |                    | Rock             | Warner Bros. Records      |
| Terceira Lâmina                                                                   | Zé Ramalho                         |                    |                  | Epic/CBS                  |
| Roberto Carlos                                                                    | Roberto Carlos                     |                    |                  | CBS                       |
| Escravo do Amor                                                                   | Milionário e José Rico             |                    | Sertanejo        | Warner Bros               |
| Último Adeus                                                                      | Tiro Parada Dura                   |                    | Sertanejo        | Copacabana                |
|                                                                                   | Trio Nordestino                    |                    | Forró            | Copacabana                |
| O Melhor Jackson do Pandeiro                                                      | Jackson do Pandeiro                |                    | Forró            | Chantecler                |
| Isso é que é Forró                                                                | Jackson do Pandeiro                |                    | Forró            | Polyfar                   |
| Gírias do Norte                                                                   | Jacinto Silva                      |                    | Forró            |                           |
| A Festa                                                                           | Luiz Gonzaga                       |                    | Forró            | RCA                       |
| A Vida do Viajante                                                                | Luiz Gonzaga                       |                    |                  | Emi/Odeon                 |
| Amante Amada                                                                      | Chitãozinho e Xororó               |                    | Sertanejo        | Copacabana                |
| No meu Carro por Aí                                                               | Bartô Galeno                       |                    | Brega            | WEA                       |
| Cheio de Amor                                                                     | Reginaldo Rossi                    |                    | Brega            | EMI-Odeon                 |
| Desafio                                                                           | Quinteto Violado                   |                    |                  |                           |
| Fantasia                                                                          | Gal Costa                          |                    |                  | Polygram                  |
| Outras Palavras                                                                   | Caetano Veloso                     |                    |                  | Polygram                  |
| Prato do Dia                                                                      | Tião Carreiro e Paraíso            |                    | Sertanejo        | Chantecler                |
| Modas de Viola Classe A                                                           | Tião Carreiro e Pardinho           |                    | Sertanejo        | Chantecler                |
| Estradeiro                                                                        | Almir Sater                        |                    | Sertanejo        | Continental               |
| Mensageiro da Cantoria                                                            | Sebastião Dias e Ivanildo Vilanova |                    | Repente          | Chanteclar                |
| Os Grandes Sucesso de Rita Lee                                                    | Rita Lee                           |                    |                  | Polyfar                   |
| Caipira                                                                           | Rolando Boldrin                    |                    | Sertanejo        | Som Livre                 |
| O Perguntador                                                                     | Oliveira de Panelas                |                    | Repente          | Epic                      |
| Bomba de Estrelas                                                                 | Jorge Mautner                      |                    |                  | Warner Bros               |
| O Homem da Sua Vida                                                               | Mato Grosso e Matias               |                    | Sertanejo        | Chantecler                |
| Traduzir-se                                                                       | Fagner                             |                    |                  | CBS                       |
| Mulher                                                                            | Erasmo Carlos                      |                    |                  | Polydor                   |
| Cocos e Emboladas                                                                 | Geraldo Mouzinho e Cachimbinho     |                    |                  | Copacabana                |
| Inclinações Musicais                                                              | Geraldo Azevedo                    |                    |                  | Ariola                    |
| Alcione                                                                           | Alcione                            |                    | Samba            | Philips                   |
| Bem-Vinda Amizade                                                                 | Jorge Ben Jor                      |                    |                  | Som Livre                 |
| Quero Te Fazer Feliz                                                              | Sidney Magal                       |                    |                  | Polydor                   |
| You and Me                                                                        | Gretchen                           |                    |                  | Building Records          |
| Jogos de Dança                                                                    | Edu Lobo                           |                    |                  | Som Livre                 |
| Gilberto e Gilmar                                                                 | Gilberto e Gilmar                  |                    |                  | Copacabana                |
| Brasil                                                                            | João Gilberto                      |                    | Bossa Nova       | WEA                       |
| Luar (A Gente Precisa Ver o Luar)                                                 | Gilberto Gil                       |                    |                  | Warner Bros               |
| Viva e Deixe Viver                                                                | Odair José                         |                    |                  | Warner Bros               |
| Querer e Perder                                                                   | José Augusto                       |                    |                  | EMI-Odeon                 |
| Fabio Jr.                                                                         | Fabio Jr.                          |                    |                  | Som Livre                 |
| Vontade de Rever Você                                                             | Marcos Valle                       |                    |                  | Som Livre                 |
| Doce Vida                                                                         | Toquinho                           |                    |                  | Ariola                    |
| Noite Maravilhosa                                                                 | Cesar e Paulinho                   |                    | Sertanejo        | Continental               |
| Caçador de Mim                                                                    | Milton Nascimento                  |                    |                  | Ariola                    |
| A Arte de Moreira da Silva                                                        | Moreira da Silva                   |                    |                  | Polygram                  |
| Renato e Seus Blue Caps                                                           |                                    |                    |                  | CBS                       |
| Ney Matogrosso                                                                    | Ney Matogrosso                     |                    |                  | Ariola                    |
| Produção 96                                                                       | Nelson Gonçalves                   |                    |                  | RCA Victor                |
| Wilson, Gerardo, Noel                                                             | João Nogueira                      |                    | Samba            | Polydor                   |
| Na Fonte                                                                          | Beth Carvalho                      |                    | Samba            | RCA Victor                |
| Clara Nunes                                                                       | Clara Nunes                        |                    | Samba            | Odeon                     |
| Massa, Raça e Emoção                                                              | Roberto Ribeiro                    |                    | Samba            | Odeon                     |
| Sentimentos                                                                       | Martinho da Vila                   |                    | Samba            | RCA Victor                |
| Amor de Lua                                                                       | Emílio Santiago                    |                    |                  | Philips                   |
| Seduzir                                                                           | Djavan                             |                    |                  | EMI Odeon                 |
| Romance Popular                                                                   | Nara Leão                          |                    |                  | Philips                   |
| Essa é Sua Vida                                                                   | João Bosco                         |                    |                  | RCA Victor                |
| Em Família                                                                        | Egberto Gismonti                   |                    |                  | EMI                       |
| Jorge Aragão                                                                      | Jorge Aragão                       |                    | Samba            | Baccarola/Ariola          |
| Edu e Tom                                                                         | Edu Lobo e Tom Jobim               |                    | Bossa Nova       | Philips                   |
| Jogos de Dança                                                                    | Edu Lobo                           |                    |                  | Som Livre                 |
| Um Certo Galileu vol.2                                                            | Padre Zezinho                      |                    |                  | Panorâmico                |
| Estaca Nova                                                                       | Marinês e sua gente                |                    | Forró            | Copacabana                |
| Samba É No Fundo De Quintal Vol. 2                                                | Grupo Fundo de Quintal             |                    | Samba            | RGE                       |
| O Suburbano                                                                       | Almir Guineto                      |                    | Samba            | Keto Music                |
| Cinco Sentidos                                                                    | Alceu Valença                      |                    |                  | Ariola                    |
| Samba Partido E Outras Comidas                                                    | Bezerra da Silva                   |                    | Samba            | RCA Victor                |
| Valsas Brasileiras                                                                | Jacob do Bandolim                  |                    | Choro            | RCA Camden                |
| Alegria Tropical                                                                  | Wilson Simonal                     |                    |                  | WM                        |
| Sorriso Negro                                                                     | Dona Yvonne Lara                   |                    | Samba            | Atlantic                  |
| Os Originais Do Samba                                                             | Os Originais Do Samba              |                    | Samba            | RCA Victor                |
| Das Coisa que Eu Sei                                                              | Ivans Lins                         |                    |                  | Philips/Polygram          |
| Coisa Mais Maior De Grande Pessoa                                                 | Gonzaguinha                        |                    |                  | EMI                       |
| O Rei da Lambada - Lambada das Quebradas Vol 3                                    | Vieira e Seu Conjunto              |                    | Lambada, Cumbia  | Chantecler                |
| No Embalo Do Pinduca - Vol. 10                                                    | Pinduca                            |                    | Carimbó, Lambada | Copacabana                |
| Águas Passadas Não Movem Moinho                                                   | Alípio Martins                     |                    |                  |                           |
| Me Dê O Gravador                                                                  | Genival Lacerda                    |                    | Forró            | Copacabana                |
| Querubim                                                                          | Dominguinhos                       |                    | Forró            | RCA                       |
| O Cachimbo da Mulher                                                              | Zenilton                           |                    | Forró            | Copacabana                |
| Olha o Tamanho da Bichona, Pra Tirar Coco                                         | Messias Holanda                    |                    | Forró            | Veleiro                   |
| Varanda Do Castelo                                                                | Clemilda                           |                    |                  | Chantecler                |
| Elba                                                                              | Elba Ramalho                       |                    |                  | CBS/Epic                  |
| Sinais dos Tempos                                                                 | Ronnie Von                         |                    |                  | Som Livre                 |
| Eu Não Sou Dois                                                                   | Teca Calazans e Ricardo Vilas      |                    |                  | EMI Odeon                 |
| Satisfação                                                                        | Robertinho de Recife               |                    |                  | Philips                   |
| Por Ele Mesmo                                                                     | Paulo Vanzolini                    |                    |                  | Estúdio Eldorado          |
| Moraes Moreira                                                                    | Moraes Moreira                     |                    |                  | Ariola                    |
| Amar                                                                              | Simone                             |                    |                  | CBS                       |
| Pepeu Gomes                                                                       | Pepeu Gomes                        |                    |                  | Elektra                   |
| Mudança De Estação                                                                | A Cor do Som                       |                    |                  | Elektra                   |
| Incendiou o Brasil                                                                | Trio Elétrico Dodô e Osmar         |                    |                  | WEA                       |
| Wanderléa                                                                         | Wanderléa                          |                    |                  | CBS                       |
| Rebu Geral                                                                        | Eduardo e Silva Araujo             |                    |                  | Templo Comércio de Discos |
| Vanusa                                                                            | Vanusa                             |                    |                  | RCA Victor                |
| Zé Coco do Riachão                                                                | Zé Coco do Riachão                 |                    |                  | Rodeio/WEA                |
| Sandro Becker                                                                     | Sandro Becker                      |                    | Forró            | Copacabana                |
| Forró Da Globo: A Festa Do Chapéu De Couro                                        |                                    |                    | Forró            | Copacabana                |
| Rio Grande de Outrora / Crime de Amor; A Filha de Iemanjá- Trilha Sonora do Filme | Teixeirinha                        |                    |                  | Sertanejo/Chantecler      |
| Tropeada Da Vida                                                                  | Berenice Azambuja                  |                    |                  | Chantecler                |
| Meu Próprio Destino                                                               | Chico Rei e Paraná                 |                    |                  | Xodó                      |
| O Menino Boiadeiro                                                                | Donizeti Camargo                   |                    | Sertanejo        | Ariola                    |

#### No Exterior
| Data                          | Álbum                                        | Artista                                             | Gênero                                                                   | Observação | Ref   |
| ----------------------------- | -------------------------------------------- | --------------------------------------------------- | ------------------------------------------------------------------------ | ---------- | ----- |
|                               | Too Fast For Love                            | Mötley Crüe                                         | Heavy Metal, Glam punk                                                   |            |       |
| 23 nov                        | A Collection of Great Dance Songs            | Pink Floyd                                          | Rock progressivo                                                         |            |       |
| 16 mar                        | Face Dances                                  | The Who                                             | Rock                                                                     |            |       |
| 9 fev                         | Killers                                      | Iron Maiden                                         | Heavy metal, speed metal                                                 |            |       |
| 2 nov                         | Greatest Hits                                | Queen                                               | Rock, Pop rock, Rock progressivo, Hard rock                              |            |       |
| 17 fev                        | Exit... Stage Left                           | Rush                                                | Rock                                                                     |            |       |
| 7 fev                         | Moving Pictures                              | Rush                                                | Rock progressivo                                                         |            |       |
| ago                           | Whitford/St. Holmes                          | Whitford/St. Holmes                                 | Hard rock                                                                |            |       |
| 25 ago                        | Sorry Ma, Forgot to Take Out the Trash       | The Replacements                                    | Hardcore                                                                 |            |       |
| 30 mai                        | Heaven Up Here                               | Echo & The Bunnymen                                 | Pós-Punk                                                                 |            |       |
|                               | Discipline                                   | King Crimson                                        | Rock progressivo, New wave                                               |            |       |
|                               | Juju                                         | Siouxsie & the Banshees                             | Pós-punk, Gothic rock                                                    |            |       |
|                               | Once Upon a Time: The Singles                | Siouxsie & the Banshees                             | Gothic rock, Pós-punk                                                    |            |       |
|                               | Viva Vanusa                                  | Vanusa                                              | MPB, Pop                                                                 |            |       |
| 4 nov                         | Mob Rules                                    | Black Sabbath                                       | Heavy metal                                                              |            |       |
| 30 nov                        | The Visitors                                 | ABBA                                                | Pop                                                                      |            |       |
|                               | Bem-vinda Amizade                            | Jorge Ben                                           | Samba                                                                    |            |       |
| 15 jun                        | Duran Duran                                  | Duran Duran                                         | Dance                                                                    |            |       |
| 7 nov                         | Speak & Spell                                | Depeche Mode                                        | Synthpop, New Wave                                                       |            |       |
| 23 jun                        | Tom Tom Club                                 | Tom Tom Club                                        | New Wave                                                                 |            |       |
| 9 nov                         | La voix du Bon Dieu                          | Céline Dion                                         | Pop                                                                      |            |       |
| 30 nov                        | Chante Noel                                  | Céline Dion                                         | Pop                                                                      |            |       |
| 30 nov                        | Bad Religion                                 | Bad Religion                                        | Hardcore punk                                                            |            |       |
| 10 nov                        | Music from "The Elder"                       | Kiss                                                | Hard Rock, Rock Progressivo, Soft Rock                                   |            |       |
| 21 abr                        | Faith                                        | The Cure                                            | rock gótico                                                              |            |       |
| 26 fev                        | Point of Entry                               | Judas Priest                                        | Heavy metal                                                              |            |       |
| 29 jul                        | Pleasant Dreams                              | Ramones                                             |                                                                          |            |       |
| 18 set                        | Abacab                                       | Genesis                                             | Pop Rock, Rock progressivo                                               |            |       |
| 2 out                         | Ghost in the Machine                         | The Police                                          | Punk rock, New wave, Pop rock                                            |            |       |
|                               | Roupa Nova (1981)                            | Roupa Nova                                          | MPB                                                                      |            |       |
|                               | Nude                                         | Camel                                               | Rock Progressivo, Pop                                                    |            |       |
|                               | Camera Camera                                | Renaissance                                         | Rock progressivo                                                         |            |       |
| 29 abr                        | Fair Warning                                 | Van Halen                                           | Hard rock, heavy metal                                                   |            |       |
| jun                           | Fire of Unknown Origin                       | Blue Öyster Cult                                    | Hard rock                                                                |            |       |
|                               | Christmas All Year                           | The Kelly Family                                    | Pop, Música folclórica, Rock                                             |            |       |
|                               | Wonderful World                              | The Kelly Family                                    | Pop, Música folclórica, Rock                                             |            |       |
|                               | Beyond the Valley of 1984                    | Plasmatics                                          | Punk rock                                                                |            |       |
|                               | Almanaque                                    | Chico Buarque                                       | MPB                                                                      |            |       |
| mar                           | Breaker                                      | Accept                                              | Heavy Metal                                                              |            |       |
| 10 nov                        | Too Fast for Love                            | Mötley Crüe                                         | Glam Metal                                                               |            |       |
|                               | In a Car                                     | Meat Puppets                                        |                                                                          |            |       |
|                               | Never Say Die                                | Petra                                               | Rock cristão                                                             |            |       |
| 31 out                        | The Best of Blondie                          | Blondie                                             | New Wave                                                                 |            |       |
| 16 jun                        | Made in America                              | Carpenters                                          | Pop                                                                      |            |       |
|                               | Come an' Get It                              | Whitesnake                                          | Hard rock, Blues Rock                                                    |            |       |
| out                           | Alteza                                       | Maria Bethânia                                      | MPB , Pop                                                                |            |       |
| abr                           | Zebop!                                       | Santana                                             |                                                                          |            |       |
|                               | 1984                                         | Rick Wakeman                                        | Rock progressivo                                                         |            |       |
|                               | Saúde                                        | Rita Lee e Roberto                                  | MPB, New Wave, Música Pop                                                |            |       |
|                               | The One That You Love                        | Air Supply                                          | Soft rock                                                                |            |       |
| 19 out                        | Underneath the Colours                       | INXS                                                | New Wave, Pop rock, College rock                                         | [ 2 ]      |       |
| jul                           | Beauty and the Beat                          | The Go-Go's                                         | Pop rock, New Wave                                                       |            |       |
| 19 fev                        | Difficult to Cure                            | Rainbow                                             | Hard rock, Heavy metal, Rock progressivo                                 |            |       |
|                               | Only a Lad                                   | Oingo Boingo                                        | Ska, New wave                                                            |            |       |
| jul                           | Girls to Chat & Boys to Bounce               | Foghat                                              | Rock, Blues-rock                                                         |            |       |
| jul                           | You Want It You Got It                       | Bryan Adams                                         | Rock                                                                     |            |       |
| 30 nov                        | El Loco                                      | ZZ Top                                              | Blues-rock, hard rock, rock                                              |            |       |
| dez                           | Snaz                                         | Nazareth                                            | Hard Rock                                                                |            |       |
| fev                           | The Fool Circle                              | Nazareth                                            | Hard Rock                                                                |            |       |
| 6 nov                         | Tonight I'm Yours                            | Rod Stewart                                         | , Hard rock, Soft rock                                                   | [ 3 ]      |       |
| 4 mai                         | Punk's Not Dead                              | The Exploited                                       | Hardcore punk, Punk rock, Street-punk (versão original)                  |            |       |
|                               | Um Certo Galileu 2                           | Padre José Fernandes de Oliveira, SCJ               | Música Católica Popular                                                  |            |       |
|                               | Baile no Bosque                              | Trovante                                            | Pop / Rock                                                               |            |       |
|                               | Live in Texas                                | Nazareth                                            | Hard Rock                                                                |            |       |
|                               | Mask                                         | Bauhaus                                             | Rock gótico, Indie rock, Pós-punk                                        |            |       |
|                               | Music of Cosmos                              | Vários                                              |                                                                          |            |       |
|                               | À Flor da Pele                               | UHF                                                 | Rock                                                                     | Ouro       | [ 1 ] |
|                               | Lá na Terra do Contrário                     | Padre José Fernandes de Oliveira, SCJ               | Música Católica Popular Relançado em CD em 1996 junto com Deus é Bonito! |            |       |
| 31 jan                        | Another One Rides the Bus                    | "Weird Al" Yankovic                                 | Rock cômico, pop, soul                                                   |            |       |
| 9 fev                         | Face Value                                   | Phil Collins                                        | Rock, Rock progressivo, Pop rock                                         |            |       |
|                               | You're the Guy I Want To Share My Money With | Laurie Anderson, John Giorno e William S. Burroughs | spoken word, poesia, pop, avant garde                                    |            |       |
| mai                           | Wild Gift                                    | X                                                   | Punk rock                                                                |            |       |
|                               | Mambo Nassau                                 | Lizzy Mercier Descloux                              | No Wave, Post-Punk, Funk                                                 |            |       |
| 30 ago                        | Tattoo You                                   | The Rolling Stones                                  | Hard rock, Rock and roll                                                 | [ 5 ]      |       |
|                               | Chariots of Fire                             | Vangelis                                            | Música eletrônica , Banda sonora                                         |            |       |
| 30 nov                        | Best of the Blues Brothers                   | The Blues Brothers                                  | Blues, Blues-rock, Blue-eyed soul                                        |            |       |
| jul                           | Água e Luz                                   | Joyce                                               | MPB, Bossa-Nova                                                          |            |       |
| 31 jul                        | Escape                                       | Journey                                             | Rock progressivo                                                         |            |       |
| 12 ago                        | Never Too Much                               | Luther Vandross                                     | R&B, soul                                                                |            |       |
| jun                           | Present Arms                                 | UB40                                                | Reggae, Pop rock                                                         | [ 6 ]      |       |
| out                           | Present Arms in Dub                          | UB40                                                | Reggae, Pop rock                                                         | [ 7 ]      |       |
| 5 jun                         | Somewhere in England                         | George Harrison                                     | Rock                                                                     |            |       |
|                               | Escândalo                                    | Ângela Rô Rô                                        | MPB                                                                      |            |       |
| jun                           | Six Pack                                     | Black Flag                                          | Hardcore punk                                                            |            |       |
| out                           | 7                                            | Madness                                             | Ska, pop                                                                 |            |       |
| mar                           | No Policy                                    | State of Alert                                      | Hardcore punk                                                            |            |       |
| jul no EUA ago no Reino Unido | Time                                         | Electric Light Orchestra                            | Rock sinfônico, Rock, Art Rock, Rock Progressivo, Eletrônico             |            |       |
| setembro                      | Sons and Fascination/Sister Feelings Call    | Simple Minds                                        | New wave                                                                 |            |       |
|                               | 4                                            | Foreigner                                           |                                                                          |            |       |
|                               | Um Pouco de Esperança                        | Amado Batista                                       |                                                                          |            |       |
|                               | Metal Priestess                              | Plasmatics                                          | Heavy metal, Punk rock                                                   |            |       |
| 16 out                        | In the Garden                                | Eurythmics                                          | Pós-punk, krautrock, new wave                                            |            |       |
|                               | The Punch Line                               | Minutemen                                           | Punk rock                                                                |            |       |
| ago                           | Joy                                          | Minutemen                                           | Hardcore punk, Punk rock                                                 |            |       |
| jun                           | Party                                        | Iggy Pop                                            | Rock                                                                     |            |       |

### Singles
| Data | Single | Artista | Observação | Ref |
| ---- | ------ | ------- | ---------- | --- |
|      |        |         |            |     |

### Músicas
| Data | Música       | Artista            | Observação | Ref |
| ---- | ------------ | ------------------ | ---------- | --- |
|      | Let's Groove | Earth, Wind & Fire |            |     |

### Concertos
- Show da cantora Simone no o Maracanãzinho.

## Artistas e grupos
- Nasce o Metallica, banda pioneira no estilo thrash metal, composta inicialmente por James Hetfield, Dave Mustaine, Lars Ulrich e Ron McGovney.
- A banda Ultraje a Rigor é formada.
- A banda Blitz é formada.
- A banda Talk Talk é formada em Londres.
- Fundação da banda de thrash metal Slayer
- Fundação da banda de thrash metal Anthrax
- Fundação da banda de heavy metal Pantera
- Fundação da banda de black metal Mercyful Fate.
- A banda de rap rock estadunidense Beastie Boys é fundada.

## Prêmios, recordes, vendas, paradas
- A cantora Simone torna-se a primeira cantora a superlotar sozinha um estádio, o Maracanãzinho.

## Nascimentos
| Data            | Nome                    | Profissão                                        | Nacionalidade  | Observações | Ref |
| --------------- | ----------------------- | ------------------------------------------------ | -------------- | ----------- | --- |
| 16 de janeiro   | Nick Valensi            | guitarrista                                      | Estados Unidos |             |     |
| 18 de janeiro   | Don L                   | rapper                                           | Brasil         |             |     |
| 21 de janeiro   | Michel Teló             | músico, compositor e produtor musical            | Brasil         |             |     |
| 25 de Janeiro   | Alicia Keys             | cantora e atriz                                  | Estados Unidos |             |     |
| 28 de Janeiro   | Elijah Wood             | ator e produtor musical                          | Estados Unidos |             |     |
| 31 de Janeiro   | Justin Timberlake       | cantor e ator                                    | Estados Unidos |             |     |
| 9 de Fevereiro  | The Rev                 | baterista                                        | Estados Unidos |             |     |
| 10 de Fevereiro | Natasha St-Pier         | cantora                                          | Canadá         |             |     |
| 11 de Fevereiro | Kelly Rowland           | cantora                                          | Estados Unidos |             |     |
| 12 de Fevereiro | Lisa Hannigan           | cantora                                          | Irlanda        |             |     |
| 21 de Fevereiro | Tiziano Ferro           | cantor e compositor                              | Itália         |             |     |
| 27 de Fevereiro | Josh Groban             | cantor                                           | Estados Unidos |             |     |
| 3 de Março      | Eugene                  | cantora e atriz, ex S.E.S.                       | Coreia do Sul  |             |     |
| 3 de Março      | Tobias Forge            | cantor, multi-instrumentalista, líder do Ghost   | Suécia         |             |     |
| 31 de Março     | Bruno Cardoso           | compositor e vocalista do Sorriso Maroto         | Brasil         |             |     |
| 10 de abril     | Michael Pitt            | ator e músico                                    | Estados Unidos |             |     |
| 26 abr          | Diogo Nogueira          | músico brasileiro                                | Brasil         |             |     |
| 30 de abril     | Justin Vernon           | cantor e multi-instrumentista, líder do Bon Iver | Estados Unidos |             |     |
| 3 de Maio       | U;Nee                   | atriz e cantora                                  | Coreia do Sul  | m. 2007     |     |
| 5 de Maio       | Filipe Duarte           | cantor                                           | Brasil         |             |     |
| 16 de Maio      | Brooke McClymont        | cantora e compositora                            | Austrália      |             |     |
| 20 de Maio      | Rachel Platten          | cantora                                          | Estados Unidos |             |     |
| 1 de Junho      | Brandi Carlile          | cantora                                          | Estados Unidos |             |     |
| 5 de Junho      | Sébastien Lefebvre      | guitarrista                                      | Canadá         |             |     |
| 9 de Junho      | Uruha                   | guitarrista                                      | Japão          |             |     |
| 15 de Junho     | William Dean Martin     | guitarrista                                      | Estados Unidos |             |     |
| 21 de junho     | Brandon Flowers         | músico e cantor                                  | Estados Unidos |             |     |
| 7 de Julho      | Synyster Gates          | guitarrista                                      | Estados Unidos |             |     |
| 31 de Julho     | M. Shadows              | cantor e compositor                              | Estados Unidos |             |     |
| 7 de setembro   | Do                      | cantora                                          | Países Baixos  |             |     |
| 4 de Setembro   | Lacey Mosley            | cantora, compositora e baixista                  | Estados Unidos |             |     |
| 4 de Setembro   | Beyoncé Knowles         | cantora e atriz                                  | Estados Unidos |             |     |
| 14 de setembro  | Ashley Roberts          | cantora                                          | Estados Unidos |             |     |
| 14 de setembro  | Miyavi                  | cantor                                           | Japão          |             |     |
| 22 de Setembro  | Joci Pápai              | cantor, guitarrista e rapper                     | Hungria        |             |     |
| 25 de setembro  | Oowada Hironobu (Matoi) | baterista                                        | Japão          |             |     |
| 21 de Setembro  | Nicole Richie           | atriz, cantora e socialite                       | Estados Unidos |             |     |
| 14 de Outubro   | Lucas Silveira          | cantor e músico                                  | Brasil         |             |     |
| 24 de Outubro   | Tila Tequila            | atriz e cantora                                  | Estados Unidos |             |     |
| 31 de Outubro   | Frank Iero              | guitarrista                                      | Estados Unidos |             |     |
| 27 de Novembro  | Olof Dreijer            | membro da dupla The Knife                        | Suécia         |             |     |
| 2 de Dezembro   | Britney Spears          | cantora e atriz                                  | Estados Unidos |             |     |
| 8 de Dezembro   | Azu                     | cantora                                          | Japão          |             |     |
| 13 de Dezembro  | Amy Lee                 | vocalista                                        | Estados Unidos |             |     |
| 15 de Dezembro  | Najoua Belyzel          | cantora                                          | França         |             |     |

## Mortes
| Data           | Nome             | Profissão                             | Nacionalidade  | Observações | Ref |
| -------------- | ---------------- | ------------------------------------- | -------------- | ----------- | --- |
| 9 de Fevereiro | Bill Haley       | músico                                | Estados Unidos | n. 1925     |     |
| 11 de Maio     | Bob Marley       | músico                                | Jamaica        | n. 1945     |     |
| 29 de Outubro  | Georges Brassens | autor de canções, compositor e cantor | França         | n. 1921     |     |
| Novembro       | Ary Cordovil     | sambista                              | Brasil         | n. 1923     |     |